# Port lotniczy Gowurdak
Port lotniczy Gowurdak – port lotniczy zlokalizowany w miejscowości Magdanly w Turkmenistanie.